# Hemistola vestigiata
Hemistola vestigiata là một loài bướm đêm trong họ Geometridae.